# Sinochelifer kwantungensis
Genre
Espèce
Sinochelifer kwantungensis, unique représentant du genre Sinochelifer, est une espèce de pseudoscorpions de la famille des Cheliferidae.

## Distribution
Cette espèce est endémique du Guangdong en Chine. Elle se rencontre dans le xian de Mei.

## Description
Le mâle holotype mesure 2 mm.

## Étymologie
Son nom d'espèce, composé de kwantung et du suffixe latin -ensis, « qui vit dans, qui habite », lui a été donné en référence au lieu de sa découverte, le Guangdong.

## Publication originale
- Beier, 1967 : Pseudoscorpione vom kontinentalen Südost-Asien. Pacific Insects, vol. 9, p. 341-369 (texte intégral).